# Moravië-Silezië
Moravië-Silezië (Tsjechisch: Moravskoslezský kraj) is een Tsjechische bestuursregio in het uiterste oosten van het land. De hoofdstad is Ostrava.
Moravië-Silezië is een streek met veel industrie en was ten tijde van het communisme het Stalen Hart van het land omwille van zijn aandeel in de staalindustrie. In de meer bergachtige gebieden heeft men het natuurlijke karakter van de streek beter kunnen bewaren.

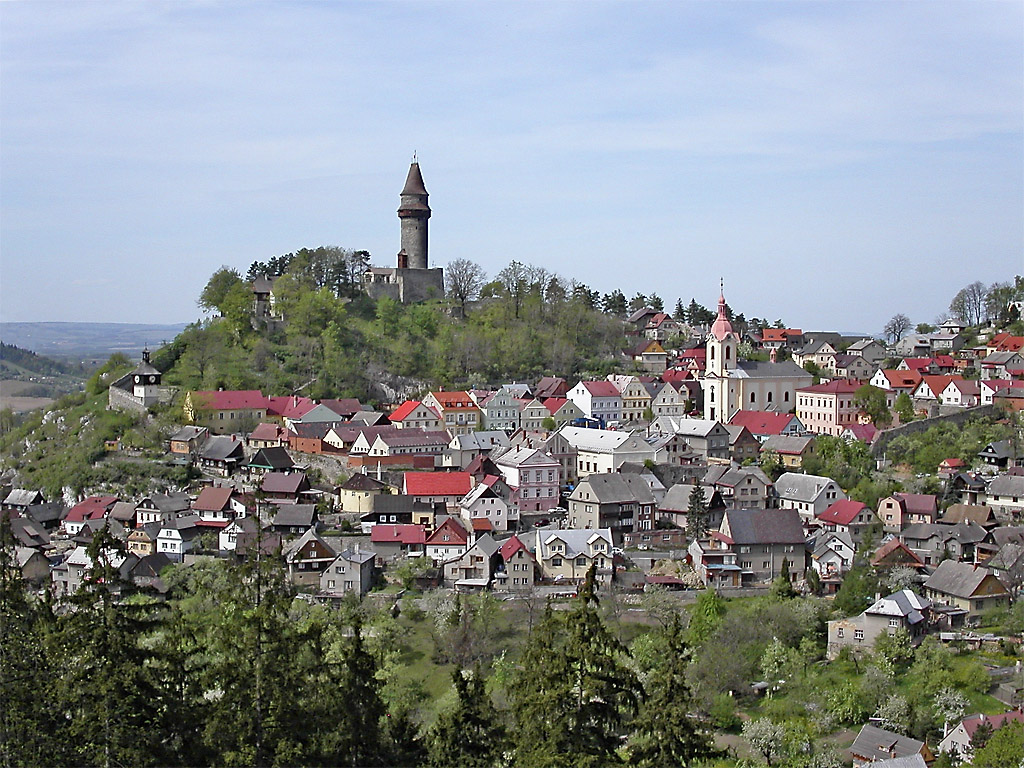
Zicht op het plaatsje Štramberk

Voorheen (tot de val van het communisme) maakte deze regio deel uit van de veel grotere regio Noord-Moravië.
De regio telt 302 gemeenten.
Hradec Králové · Karlsbad · Liberec · Midden-Bohemen · Moravië-Silezië · Olomouc · Pardubice · Pilsen · Praag · Ústí nad Labem · Vysočina · Zlín · Zuid-Bohemen · Zuid-Moravië

Districten (Stadsdistricten van Praag) · Gemeenten 
Bruntál · Frýdek-Místek · Karviná · Nový Jičín · Opava · Ostrava-město